# Sadowe (obwód żytomierski)
Sadowe (ukr. Садове) – wieś na Ukrainie, w obwodzie żytomierskim, w rejonie żytomierskim, w hromadzie Starosilci. W 2001 liczyła 547 mieszkańców.